# Kreis Giurgiu

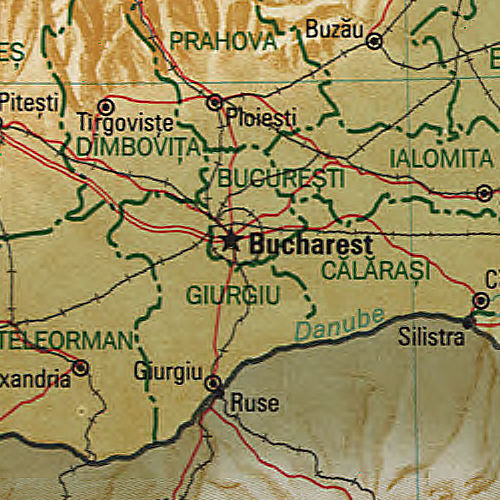
Karte des Kreises Giurgiu

Wappen des Kreises Giurgiu, in der Zwischenkriegszeit

Giurgiu (Ausspracheⓘ) ist ein rumänischer Kreis (Județ) in der Region Walachei mit der Kreishauptstadt Giurgiu. Seine gängige Abkürzung und das Kfz-Kennzeichen sind GR.
Der Kreis Giurgiu grenzt im Norden an den Kreis Dâmbovița, im Osten an die Kreise Ilfov und Călărași im Süden an Bulgarien und im Westen an den Kreis Teleorman.

## Demographie
2011 hatte der Kreis Giurgiu 281.422 Einwohner, somit eine Bevölkerungsdichte von 80 Einwohner pro km².

## Geographie
Der Kreis hat eine Gesamtfläche von 3526 km², dies entspricht 1,48 % der Fläche Rumäniens. Im Süden Rumäniens gelegen, befindet sich der Kreis Giurgiu in der Walachischen Tiefebene im Süden der historischen Region der Großen Walachei. Im Süden grenzt der Kreis auf einer Länge von 72 Kilometer an die Donau. Der Fluss Argeș und sein rechter Zufluss Neajlov – zwei der größeren Flüsse des Kreises – durchqueren aus nordwestlicher in südöstliche Richtung das Territorium des Kreises Giurgiu. Auf dem Gebiet der Gemeinde Comana bildet der Neajlov den Comana-See, einen der größten Seen des Kreises.

## Städte und Gemeinden
Der Kreis Giurgiu besteht aus offiziell 170 Ortschaften. Davon haben 3 den Status einer Stadt, 51 den einer Gemeinde. Die übrigen sind administrativ den Städten und Gemeinden zugeordnet.

### Größte Orte
| Stadt/Gemeinde            | Einwohner |
| ------------------------- | --------- |
| Giurgiu                   | 54.551    |
| Bolintin-Vale             | 12.806    |
| Florești-Stoenești        | 09.456    |
| Ulmi                      | 07.869    |
| Mihăilești                | 07.760    |
| Roata de Jos              | 07.691    |
| Adunații-Copăceni         | 06.881    |
| Comana                    | 06.531    |
| Bolintin-Deal             | 06.194    |
| Vărăști                   | 05.819    |
| Ghimpați                  | 05.690    |
| Călugăreni                | 05.523    |
| Joița                     | 05.438    |
| Găiseni                   | 05.131    |
| Frătești                  | 05.000    |
| (Stand: 1. Dezember 2021) |           |